# Микеланджело (кафе)
Микеланджело (итал. Caffè Michelangiolo) — художественное кафе, существовавшее в итальянском городе Флоренция и располагавшееся на улице Виа Ларга (в настоящее время называется Виа Кавур).

## История

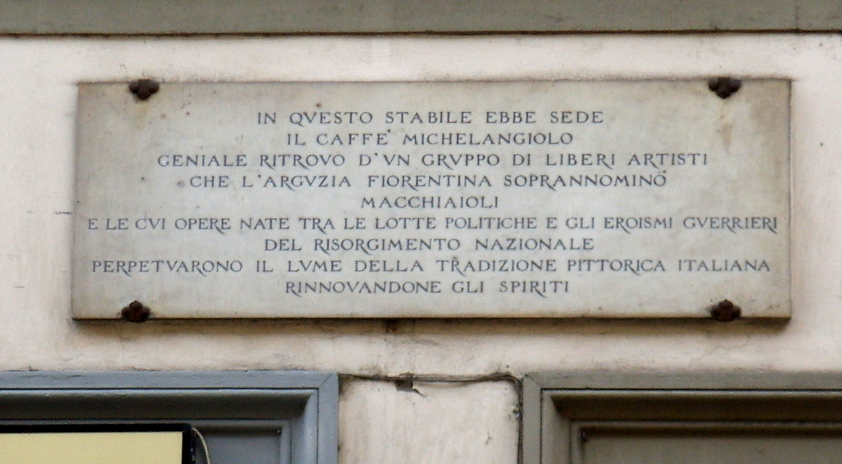
Памятная доска на месте кафе

Во время Рисорджименто кафе стало главным местом встречи тосканских писателей и художников, а также патриотов и политических ссыльных из других мест Италии.
Кафе, существовавшее с 1848 по 1866 год, посещалось художниками группы «Маккьяйоли», в числе которых были в том числе Серафино Де Тиволи, Сильвестро Лега и Джованни Фаттори. Один из них — Телемако Синьорини, опубликовал в 1893 году мемуары «Caricaturisti e caricaturati al Caffè Michelangiolo»; другой — Адриано Чечони, написал картину «Caffè Michelangiolo».
Впоследствии, после закрытия этого кафе, создатели другого — Caffè Le Giubbe Rosse, разместили на стене бывшего кафе «Микеланджело» мемориальную доску, чтобы воздать должное одному из первых художественных кафе во Флоренции. В настоящее время используется для организации художественных выставок и других культурных мероприятий.